# Lijst van staatshoofden van Georgië
Dit is de lijst van de staatshoofden van Georgië vanaf 1918. Sinds 1991 kent Georgië een president als staatshoofd, met een onderbreking van drie jaar tussen 1992 en 1995.

## Staatshoofden
De onderstaande lijsten geven een overzicht van de Georgische staatshoofden in hun grondwettelijke of feitelijke functie, tijdens de Democratische Republiek Georgië (1918–1921), de Georgische Socialistische Sovjetrepubliek (1921–1991) en de republiek Georgië (vanaf 1991). Voor het regeringshoofd (1918-1921 en sinds 1991), zie premier van Georgië.

### Democratische Republiek Georgië (1918 - 1921)
De Democratische Republiek Georgië kende een parlementair systeem zonder president. De onafhankelijkheidsverklaring van 1918 regelde een tijdelijke regering als uitvoerende macht, met een parlementaire wetgevende macht waar de regering verantwoording aan was verschuldigd. De voorzitter van de regering (premier) was de hoogste vertegenwoordiger van de staat en was daarmee het staatshoofd. Na de verkiezingen in 1919 voor een grondwetgevende vergadering, werd dit in de grondwet van 1921 verankerd.
| # | Voorzitter van de regering | Voorzitter van de regering | Ambtstermijn | Ambtstermijn  | Partij                      |
| - | -------------------------- | -------------------------- | ------------ | ------------- | --------------------------- |
| 1 |                            | Noë Ramisjvili (1881–1931) | 26 mei 1918  | 24 juni 1918  | Sociaaldemocratische Partij |
| 2 |                            | Noë Zjordania (1868–1953)  | 24 juni 1918 | 17 maart 1921 | Sociaaldemocratische Partij |

### Democratische Republiek Georgië (in ballingschap 1921 - 1954)
Na de invasie van het Rode Leger in februari 1921 vluchtte de regering kort voor de val van Tbilisi op 25 februari naar Koetaisi en Batoemi waar het nog enkele weken zetelde om zich daarna in ballingschap in het Franse Leuville-sur-Orge te vestigen. De regering hield in 1954 op te bestaan, nadat de voormalige minister van buitenlandse zaken van de republiek, Evgeni Gegetsjkori, kort na Noë Zjordania ook overleed.
| # | Voorzitter van regering in ballingschap | Voorzitter van regering in ballingschap | Ambtstermijn    | Ambtstermijn    | Partij                      |
| - | --------------------------------------- | --------------------------------------- | --------------- | --------------- | --------------------------- |
| 1 |                                         | Noë Zjordania (1868–1953)               | 18 maart 1919   | 11 januari 1953 | Sociaaldemocratische Partij |
| 2 |                                         | Evgeni Gegetsjkori (1881–1954)          | 11 januari 1953 | 5 juni 1954     | Sociaaldemocratische Partij |

### Georgische Socialistische Sovjetrepubliek (1921 - 1991)
Vanaf 1922 was de Uitvoerend Secretaris, en vanaf 1924 de Eerste secretaris van het Centraal Comité van de Georgische Communistische Partij verantwoordelijk voor het leiderschap over de Georgische Socialistische Sovjetrepubliek. De Georgische sovjetrepubliek was van maart 1922 tot december 1936 opgenomen in de Transkaukasische Socialistische Federatieve Sovjetrepubliek en was via deze federatie onderdeel van de Sovjet-Unie. Tussen 1921 en 1991 had de Georgische SSR 16 leiders. Hieronder bevonden zich later bekende namen uit de Sovjetgeschiedenis zoals Lavrenti Beria en de Sovjet-buitenlandminister Edoeard Sjevardnadze. De langst zittende Eerste Secretaris was Vasili Mzjavanadze die de rol 19 jaar vervulde van 1953 tot 1972. In 1990 werd de voorzitter van de Hoge Raad, het latere Parlement van Georgië, de leider van de sovjetrepubliek tot het presidentschap in 1991 ingevoerd werd. Zviad Gamsachoerdia was de laatste leider van de Sovjetrepubliek en de eerste president van het onafhankelijke Georgië.
| #  | Eerste Secretaris    | Eerste Secretaris                   | Ambtstermijn      | Ambtstermijn      | Partij                     |
| -- | -------------------- | ----------------------------------- | ----------------- | ----------------- | -------------------------- |
| 1  |                      | Mamia Orachelasjvili (1881–1937)    | augustus 1921     | april 1922        | Communistische Partij      |
| 2  |                      | Micheil Okoedzjava (1887–1937)      | april 1922        | 22 oktober 1922   | Communistische Partij      |
| 3  |                      | Besarion Lominadze (1897–1935)      | 25 oktober 1922   | augustus 1924     | Communistische Partij      |
| 4  |                      | Micheil Kachiani (1896–1937)        | augustus 1924     | 6 mei 1930        | Communistische Partij      |
| 5  |                      | Levan Gogoberidze (1896–1937)       | 6 mei 1930        | 20 november 1930  | Communistische Partij      |
| 6  |                      | Samson Mamoelia (1892–1937)         | 20 november 1930  | 12 september 1931 | Communistische Partij      |
| 7  |                      | Lavrenti Kartvelisjvili (1890–1938) | 12 september 1931 | 14 november 1931  | Communistische Partij      |
| 8  |                      | Lavrenti Beria (1899–1953)          | 14 november 1931  | 31 augustus 1938  | Communistische Partij      |
| 9  | (Tsjarkviani rechts) | Kandid Tsjarkviani (1907–1994)      | 31 augustus 1938  | 2 april 1952      | Communistische Partij      |
| 10 |                      | Akaki Mgeladze (1910–1980)          | 2 april 1952      | 14 april 1953     | Communistische Partij      |
| 11 |                      | Alexander Mirtschoelava (1911–2009) | 14 april 1953     | 19 september 1953 | Communistische Partij      |
| 12 |                      | Vasili Mzjavanadze (1902–1988)      | 20 september 1953 | 29 september 1972 | Communistische Partij      |
| 13 |                      | Edoeard Sjevardnadze (1928–2014)    | 29 september 1972 | 6 juli 1985       | Communistische Partij      |
| 14 |                      | Dzjoember Patiasjvili (1939)        | 6 juli 1985       | 14 april 1989     | Communistische Partij      |
| 15 |                      | Givi Goembaridze (1945)             | 14 april 1989     | 14 november 1990  | Communistische Partij      |
| 16 |                      | Zviad Gamsachoerdia (1939–1993)     | 14 november 1990  | 14 april 1991     | Ronde Tafel — Vrij Georgië |

### Republiek Georgië (vanaf 1991)
Georgië koos op 26 mei 1991 Zviad Gamsachoerdia tot eerste president nadat het op 9 april 1991 de onafhankelijkheid had verklaard als Republiek Georgië. Het parlement, de Hoge Raad, had op 14 april de functie van president ingevoerd en parlementsvoorzitter Gamsachoerdia op die plek benoemd. Een gewelddadige staatsgreep maakte al na negen maanden een eind aan het presidentschap van Gamsachoerdia en kwam de functie voor drie jaar te vervallen. Edoeard Sjevardnadze werd na een transitieperiode in oktober 1992 tot voorzitter van het parlement gekozen in een directe verkiezing, en daarmee tot staatshoofd, tot het presidentschap onder een nieuwe grondwet heringevoerd werd in 1995.
| Nr. | Leider                              | Leider                               | Ambtstermijn                          | Partij                       | Partij                                        | Opmerking                                                                                             |
| --- | ----------------------------------- | ------------------------------------ | ------------------------------------- | ---------------------------- | --------------------------------------------- | --- |
| 1   |                                     | Zviad Gamsachoerdia (1939-1993)      | 14 november 1990 - 14 april 1991      | Ronde Tafel — Vrij Georgië   |                                               | Voorzitter van de Hoge Raad                                                                           |
| 1   | 14 april 1991 - 6 januari 1992      | Zviad Gamsachoerdia (1939-1993)      | President                             | Ronde Tafel — Vrij Georgië   |                                               | |
| -   |                                     | Dzjaba Ioseliani (1926-2003)         | 6 januari 1992 - 10 maart 1992        | Militair                     |                                               | Leiders van de Militaire Raad                                                                         |
| -   | Tengiz Kitovani (1938)              |                                      | 6 januari 1992 - 10 maart 1992        | Militair                     |                                               | Leiders van de Militaire Raad                                                                         |
| 2   |                                     | Edoeard Sjevardnadze (1928-2014)     | 10 maart 1992 - 16 oktober 1992       | Partijloos                   |                                               | Voorzitter Staatsraad                                                                                 |
| 2   | 6 november 1992 - 26 november 1995  | Edoeard Sjevardnadze (1928-2014)     | Staatshoofd, voorzitter van parlement | Partijloos                   |                                               | |
| 2   | 26 november 1995 - 23 november 2003 | Edoeard Sjevardnadze (1928-2014)     | Burgerunie                            |                              | Presidentschap heringevoerd, herkozen in 2000 | |
| -   |                                     | Nino Boerdzjanadze (1964) waarnemend | 22 november 2003 - 25 januari 2004    | Verenigde Nationale Beweging |                                               | Na Rozenrevolutie, aftreden Sjevardnadze                                                              |
| 3   |                                     | Micheil Saakasjvili (1967)           | 25 januari 2004 - 25 november 2007    | Verenigde Nationale Beweging |                                               | Afgetreden, vervroegde verkiezingen uitgeschreven. Nino Boerdzjanadze waarnemend tot 20 januari 2008. |
| 3   | 20 januari 2008 - 17 november 2013  | Micheil Saakasjvili (1967)           |                                       | Verenigde Nationale Beweging |                                               | Afgetreden, vervroegde verkiezingen uitgeschreven. Nino Boerdzjanadze waarnemend tot 20 januari 2008. |
| 4   |                                     | Giorgi Margvelasjvili (1969)         | 17 november 2013 - 16 december 2018   | Partijloos                   |                                               | Formeel partijloos, gesteund door Georgische Droom                                                    |
| 5   |                                     | Salome Zoerabisjvili (1952)          | 16 december 2018 - 29 december 2024   | Partijloos                   |                                               | Formeel partijloos, gesteund door Georgische Droom                                                    |
| 6   |                                     | Micheil Kavelasjvili (1971)          | 29 december 2024 -                    | Volkskracht                  |                                               | Genomineerd door Georgische Droom                                                                     |